# Ostoja w Ujściu Wisły
Ostoja w Ujściu Wisły este o arie protejată (sit de importanță comunitară — SCI) din Polonia întinsă pe o suprafață de 883,51 ha, integral pe uscat.

## Localizare
Centrul sitului Ostoja w Ujściu Wisły este situat la coordonatele 54°21′42″N 18°47′23″E / 54.3616°N 18.7898°E.

## Înființare
Situl Ostoja w Ujściu Wisły a fost declarat sit de importanță comunitară în august 2007 pentru a proteja 1 specie de plante și 10 specii de animale.

## Biodiversitate
Situată în ecoregiunea continentală, aria protejată conține 9 habitate naturale: Estuare, Vegetație anuală la limita mareei, Dune mobile cu vegetație embrionară, Dune mobile de-a lungul țărmului cu Ammophila arenaria („dune albe”), Dune de coastă fixe cu vegetație erbacee („dune gri”), Dune cu Hyppophaë rhamnoides, Dune cu Salix repens ssp. argentea (Salicion arenariae), Dune împădurite din regiunile atlantică, continentală și boreală, Păduri acidofile de stejar bătrân cu Quercus robur pe câmpii nisipoase.
La baza desemnării sitului se află mai multe specii protejate:
- plante (1): Linaria loeselii
- mamifere (3): castor (Castor fiber), Halichoerus grypus, vidră de râu (Lutra lutra)
- pești (7): Alosa fallax, avat (Aspius aspius), Lampetra fluviatilis, țipar (Misgurnus fossilis), săbiță (Pelecus cultratus), boarță (Rhodeus amarus), somonul (Salmo salar)